# Crematorium en Begraafplaats IJsselhof

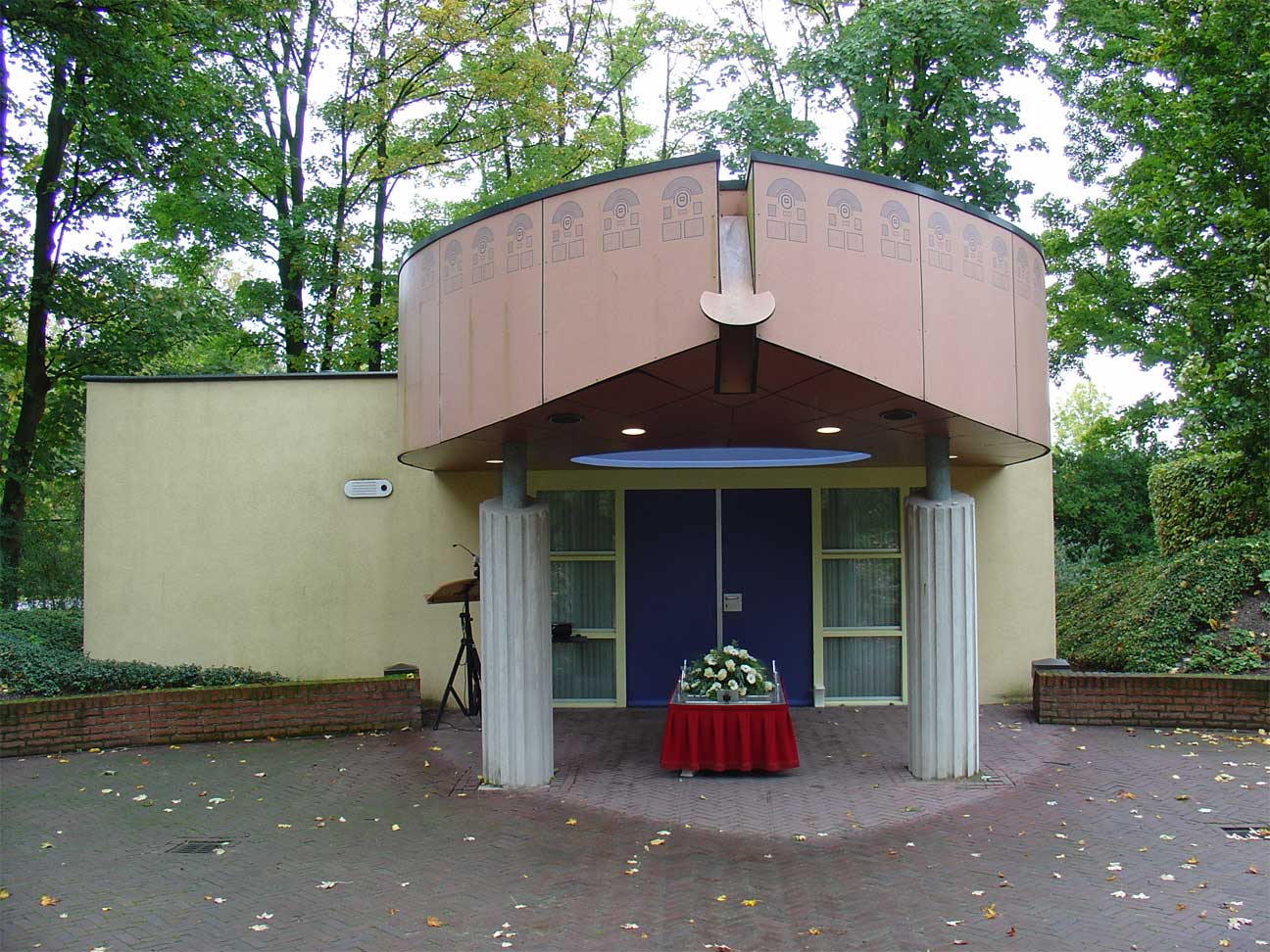
Crematorium

Crematorium en Begraafplaats IJsselhof is een crematorium en begraafplaats aan de Goejanverwelledijk in de Nederlandse stad Gouda. 
De begraafplaats is eigendom van de gemeente Gouda. De aula, muur met entree en twee dienstwoningen uit 1950 van stadsarchitect L.J. Joosten zijn gemeentelijk monument. In januari 2007 werd aan Yarden een 40-jarige exploitatie van de IJsselhof gegund. Sinds 2019 handelt men onder de naam 'Yardenhuis Gouwestreek'.

## Geschiedenis
De begraafplaats is aangelegd op een uiterwaard tussen de Goejanverwelledijk en de Hollandse IJssel, ten zuidoosten van de binnenstad van Gouda. Als werkverschaffing, werd in 1930 de uiterwaard met klei en zand opgehoogd. De graslanden en rietlanden werden getransformeerd tot groengebied en wandelpark.
Voor dit gebied werd in 1940 door de gemeente Gouda een lening afgesloten voor de aanleg van een nieuwe algemene begraafplaats. De aanleg ervan kwam in de Tweede Wereldoorlog tot stand. Op last van de Duitse bezetter werd een gedeelte ingericht voor Duitse militairen. Hier werden van september 1944 tot in februari 1945 in totaal 101 militairen begraven. Ze zijn in 1957 herbegraven op de Duitse militaire begraafplaats in Ysselsteyn (Limburg).
In 1950 werd de begraafplaats als vervanging van de Oude begraafplaats aan de Kerkhoflaan officieel in gebruik genomen voor de Goudse bevolking. Het Kriegerfriedhof met de Duitse graven werd afgeschermd door middel van een heg.
In 1998 kwam er een crematorium op de plaats waar eerder het Kriegersfriedhof was gelegen. De verantwoordelijke architect was Frans van Driel, stadsarchitect van de gemeente Gouda. In 2014 werd een natuurbegraafplaats toegevoegd naar ontwerp van begraafplaatsarchitecte Ada Wille.

## Entree
Voor de toegang ligt een klein plantsoen, door dit plantsoen ligt de ingang enkele meters van de openbare weg verwijderd. De afscheiding van de begraafplaats bestaat uit een muur van rode bakstenen in staand verband met hardstenen afdekplaat en twee symmetrisch geplaatste inrijpoorten. De pilaren naast de poorten hebben een hardstenen plint en hardstenen afdekplaat met bolvormig ornament. Met een bocht loopt de muur verder door naar twee doorgangen (kleine poortjes met rollaag) voor voetgangers en twee eveneens symmetrische, vrijwel identieke, gespiegelde dienstwoningen. In metalen letters is de naam "IJsselhof" op de muur aangebracht.

## Twee dienstwoningen

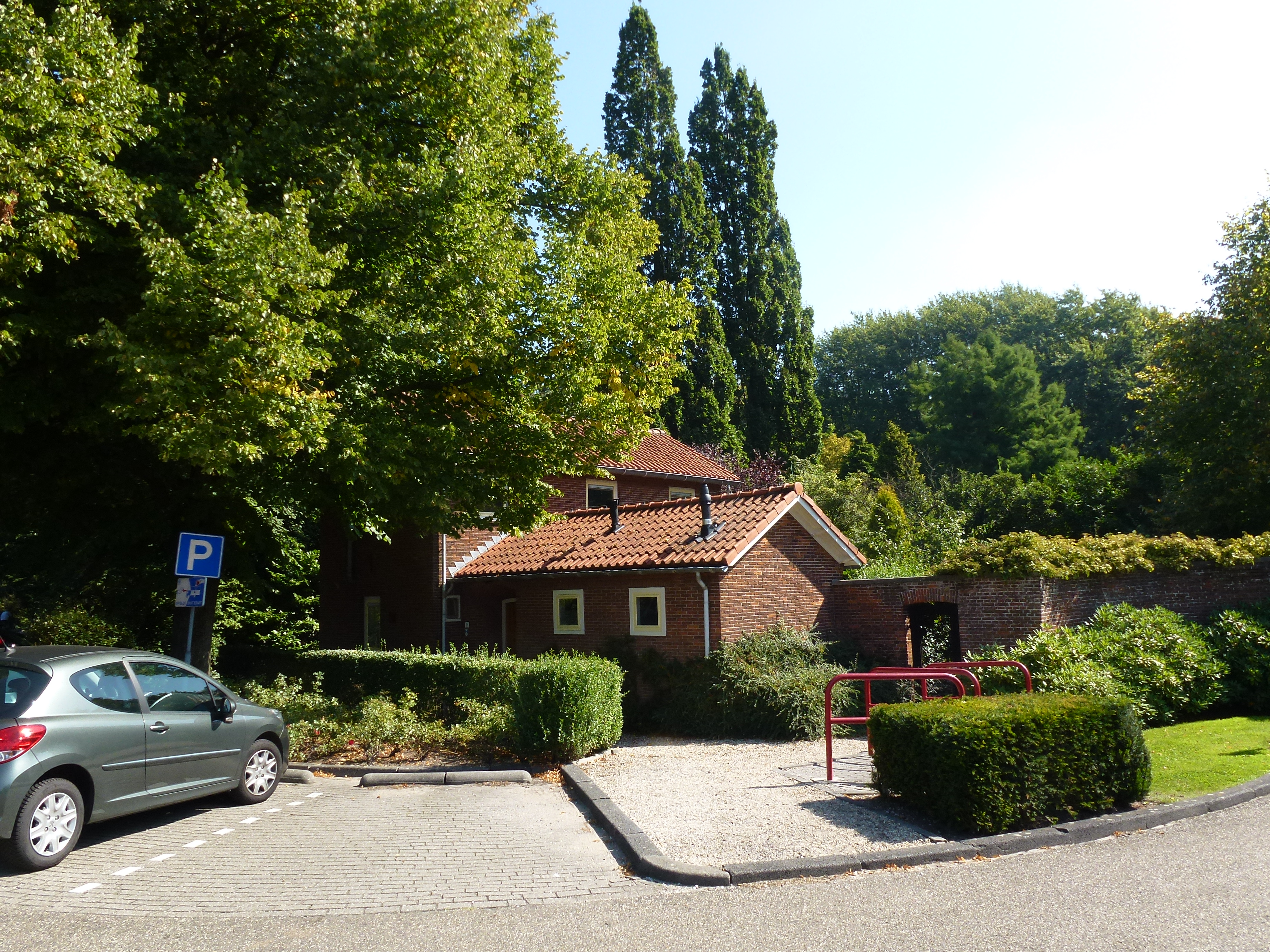
Dienstwoning

Links en rechts van de entree van de IJsselhof, liggen de beide dienstwoningen. Voor beide woningen is een klein plantsoen, waardoor zij iets achter de rooilijn liggen. Net als de muur en de aula, is het een ontwerp van de stadsarchitect architect: L.J. Joosten. De huizen bestaan uit twee delen, een hoofdvolume met twee bouwlagen en een zolder, deze is dwars op de dijk geplaatst en een eenlaags volume, welke evenwijdig aan de dijk is gebouwd. De gevels zijn opgetrokken uit rode baksteen in halfsteenverband, de woningen hebben een zadeldak met verbeterde rode Hollandse pannen, een overstek en gootblokken. Aan de noordzijde is een portiek met gemetselde boog en een houten voordeur die grote gelijkenis vertoond met de houten deuren van de aula. De woningen werden op 30 januari 1950 door de Moordrechtse aannemer L. Vermeer & Zn opgeleverd.
Twee verharde paden leiden naar de oorspronkelijke naoorlogse aula. Van het originele beplantingsplan en de padenstructuur, een ontwerp van de dienst gemeentewerken van de Gemeente Gouda, zijn nog twee hoofdelementen aanwezig zijn. Dit zijn de hoofdas tussen de entree aan de dijk en de aula en de hoofdas aan de oostzijde van de aula. In 1960 werd een gedeelte ten westen van de aula bij de begraafplaats getrokken.

## Aula

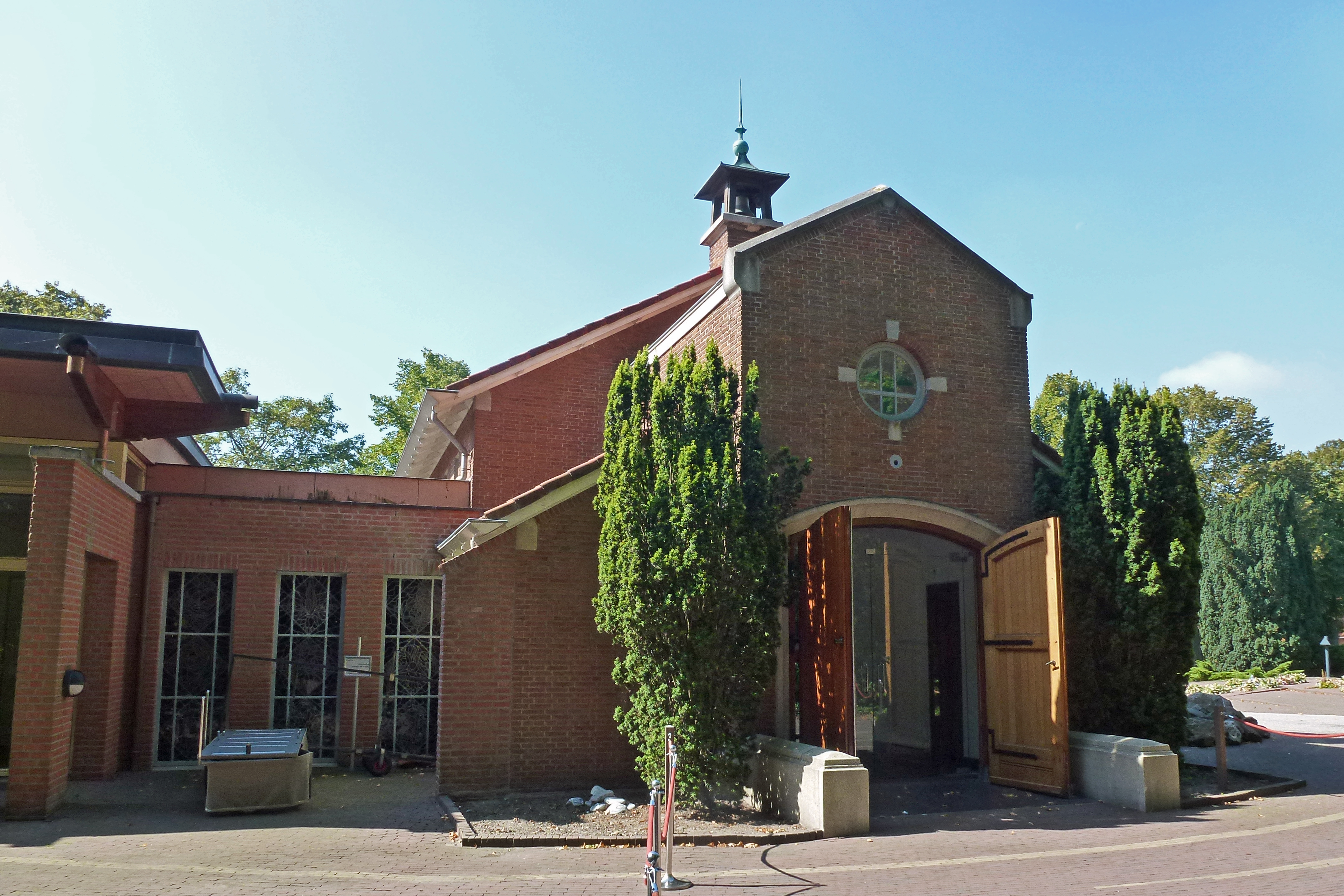
Aula

### Interieur
Het hoofdgebouw van de begraafplaats, de aula, had in 1950 aan de westzijde oorspronkelijk een entree met toegangsportaal en een trap naar de orgelzolder. Daaraan lag de aularuimte met in de noordwand (links) drie glas-in-loodramen met voorstellingen van ‘de levensloop van de man’ en in de zuidwand (rechts) ‘de levensloop van de vrouw’. Beide ramen zijn uit 1951 van kunstenaar Hans van Norden en uitgevoerd door Bogtman in Haarlem. Achter de aularuimte bevond zich een dragersruimte en een ruimte voor de baar met de uitgang aan de oostzijde. Boven de uitgang aan de oostzijde was een bijbeltekst aangebracht. Na 1950 is de aula enkele keren verbouwd en uitgebreid, zo is in 1990 de hal bij de aula getrokken. In die tijd zijn waarschijnlijk twee nieuwe vensters met abstracte voorstellingen van gekleurd glas gemaakt ter vervanging van twee lage bestaande vensters. Het lage raam in de noordgevel  is daarvan nog aanwezig. (signatuur en datering van de ramen ‘Wijn. Gr. 1990’).

### Exterieur
Het oorspronkelijk uiterlijk van de aula bestond uit een hoog en een laag gedeelte. Het hoge deel met ingang diende als ontvangstruimte, in het lage deel, met 2 hoogteverschillen als van een basiliek met een middenschip en zijbeuken, diende voor de opbaring. De ontvangstruimte en het middenschip zijn bekroond met een zadeldak van rode verbeterde Hollandse pannen. Waar beiden samen komen, is een klokkentoren met luidklok geplaatst. De klokkenstoel heeft een koperen afdekking en een bolspits. De zijbeuken met lessenaarsdak, hebben dezelfde rode dakpannen. De muren zijn opgetrokken uit rode baksteen in staand verband met een drievoudige strekkenlaag (klezoren verband). De houten dakgoot met overstek en daklijst zijn voorzien van gesneden gootklossen.
- De westgevel heeft een diep portiek, dubbele houten entree deuren met houten deurknoppen, twee rechthoekige en een rond venster. Voor de deur zijn twee lage sierbetonnen muurtjes.
- De noordgevel heeft rechts een klein vierkant venster en een staand venster uit 1990 met gekleurd glas. Links zijn drie glas-in-loodramen uit 1951 met voorstellingen van ‘de levensloop van de man’. Geheel links is in het lagere volume een rechthoekig venster.
- De oostgevel heeft eveneens een symmetrische indeling. De uitgang met portiekboog, ligt centraal in de gevel. De dubbele deuren hebben een grote gelijkenis met de deuren aan de westgevel. Aan beide kanten van de deur zijn twee sierbetonnen muurtjes in waaiervorm. Links van de uitgang is door een uitbreiding een nieuwe muur ontstaan met daarin de drie bijzondere glas-in-loodvensters met voorstellingen van ‘de levensloop van de vrouw’ die oorspronkelijk in de zuidgevel te zien waren.
- De zuidgevel is door een uitbreiding niet meer geheel oorspronkelijk. In 1998 werd de aula opnieuw verbouwd en aan de zuidzijde verscheen een aanbouw. In deze aanbouw zijn de nieuwe condoleanceruimtes en enkele kantoren gevestigd.

## Nederlandse oorlogsgraven
Op de IJsselhof zijn de volgende oorlogsslachtoffers begraven:
- Frans Johan Hubert van Eijk (Eyk), geboren op 19 november 1918 te Gouda, Overleden op 14 februari 1945 te Reichswald, Landkr. Kleve[4]
- Gerrit Zuidam, geboren op 2 september 1920 te Gouda, overleden op 19 juli 1944 te München, Stadtkreis München.[5]

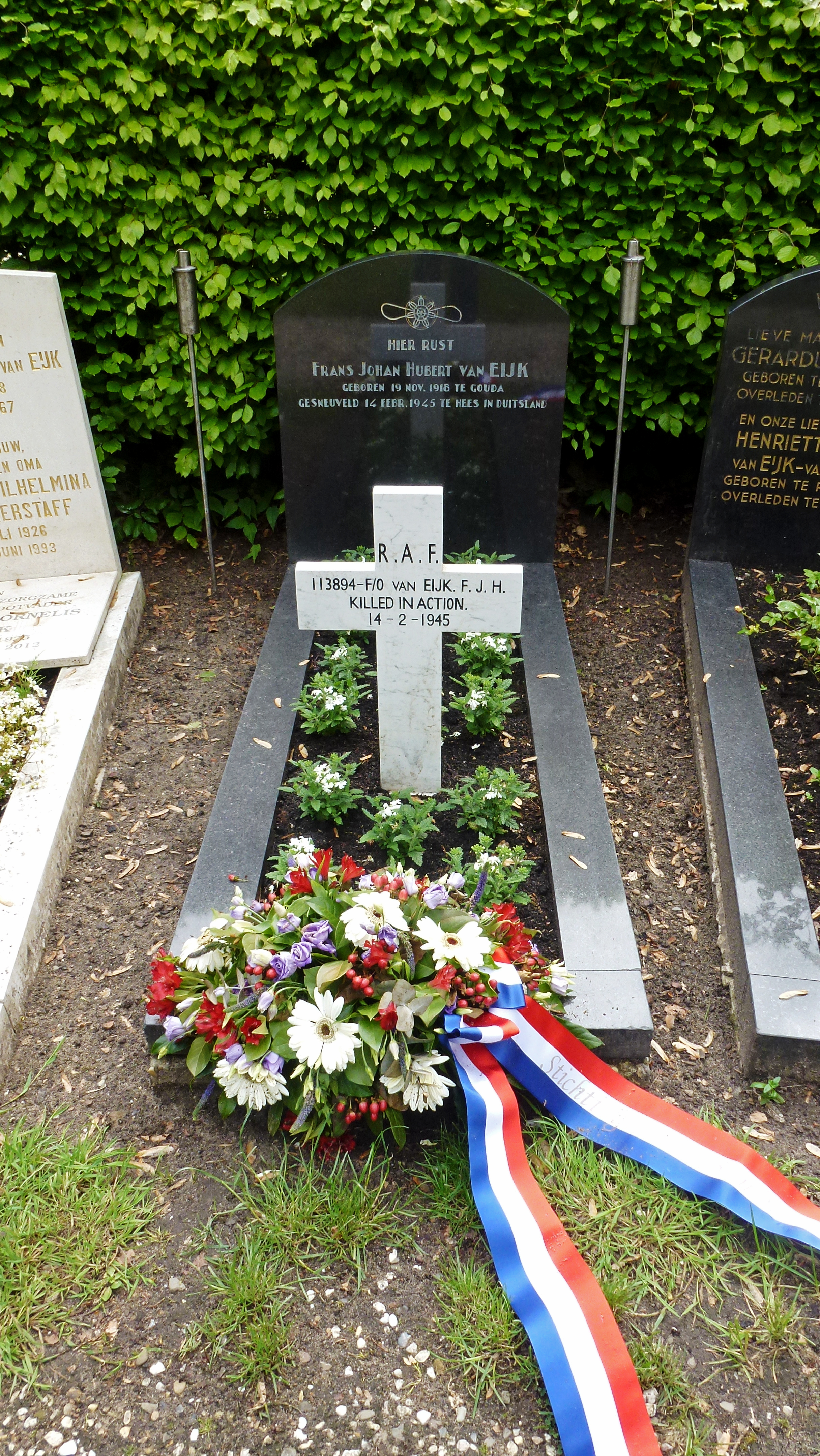
Oorlogsgraf van Frans Johan Hubert van Eijk
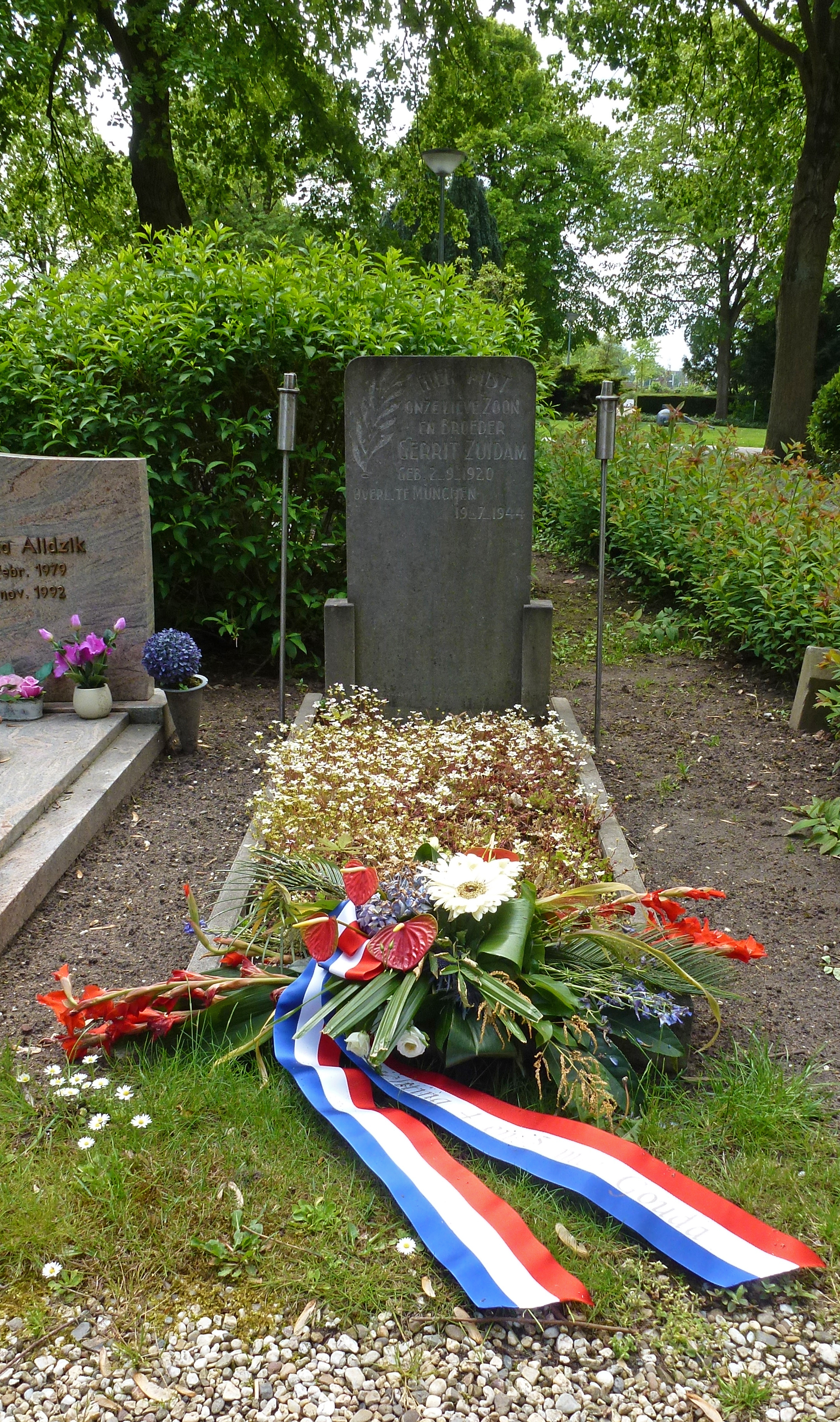
Oorlogsgraf van Gerrit Zuidam

## Kunst op de IJsselhof

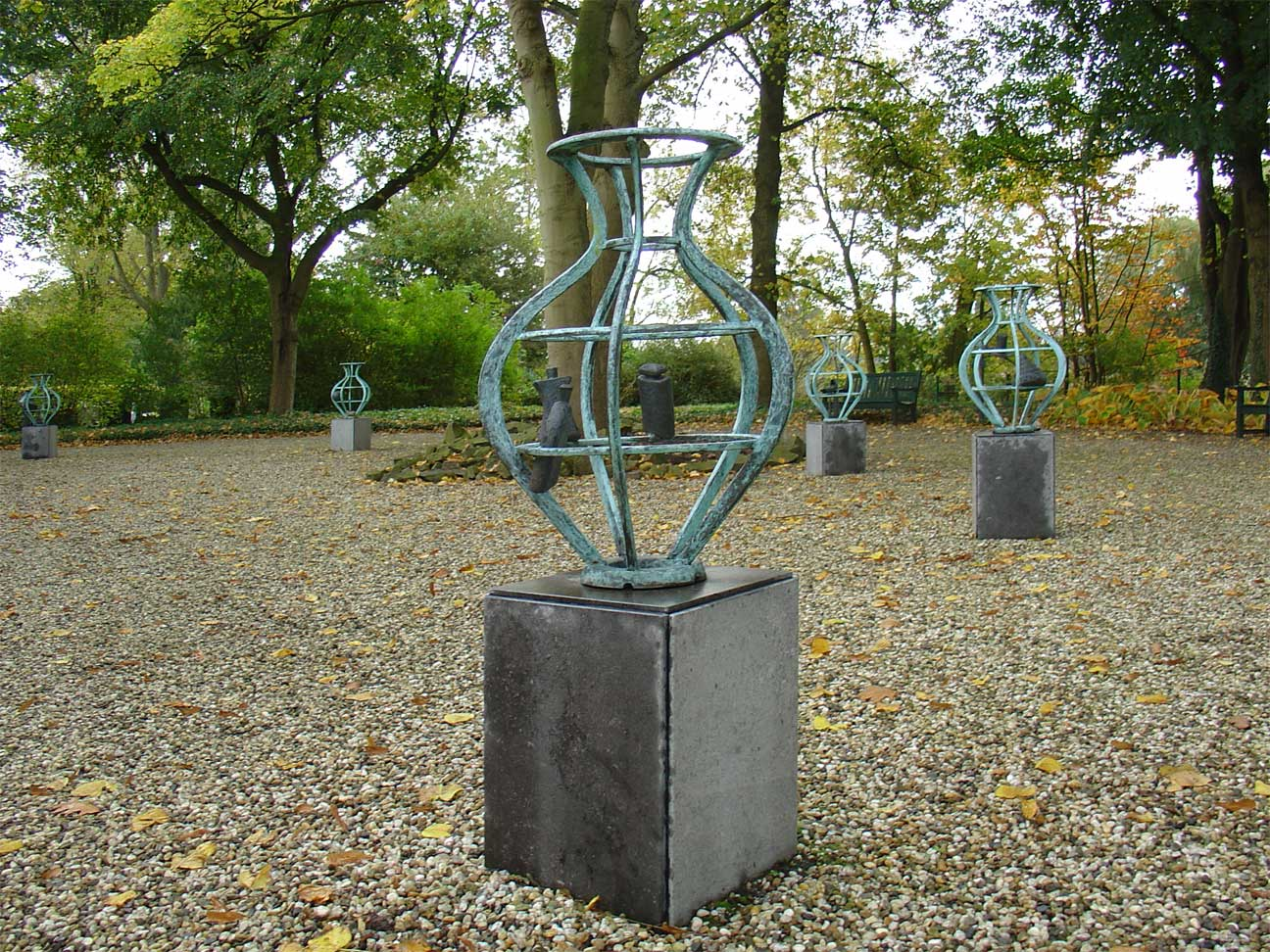
Familie van veertien bronzen beeldjes door Karola Pezarro
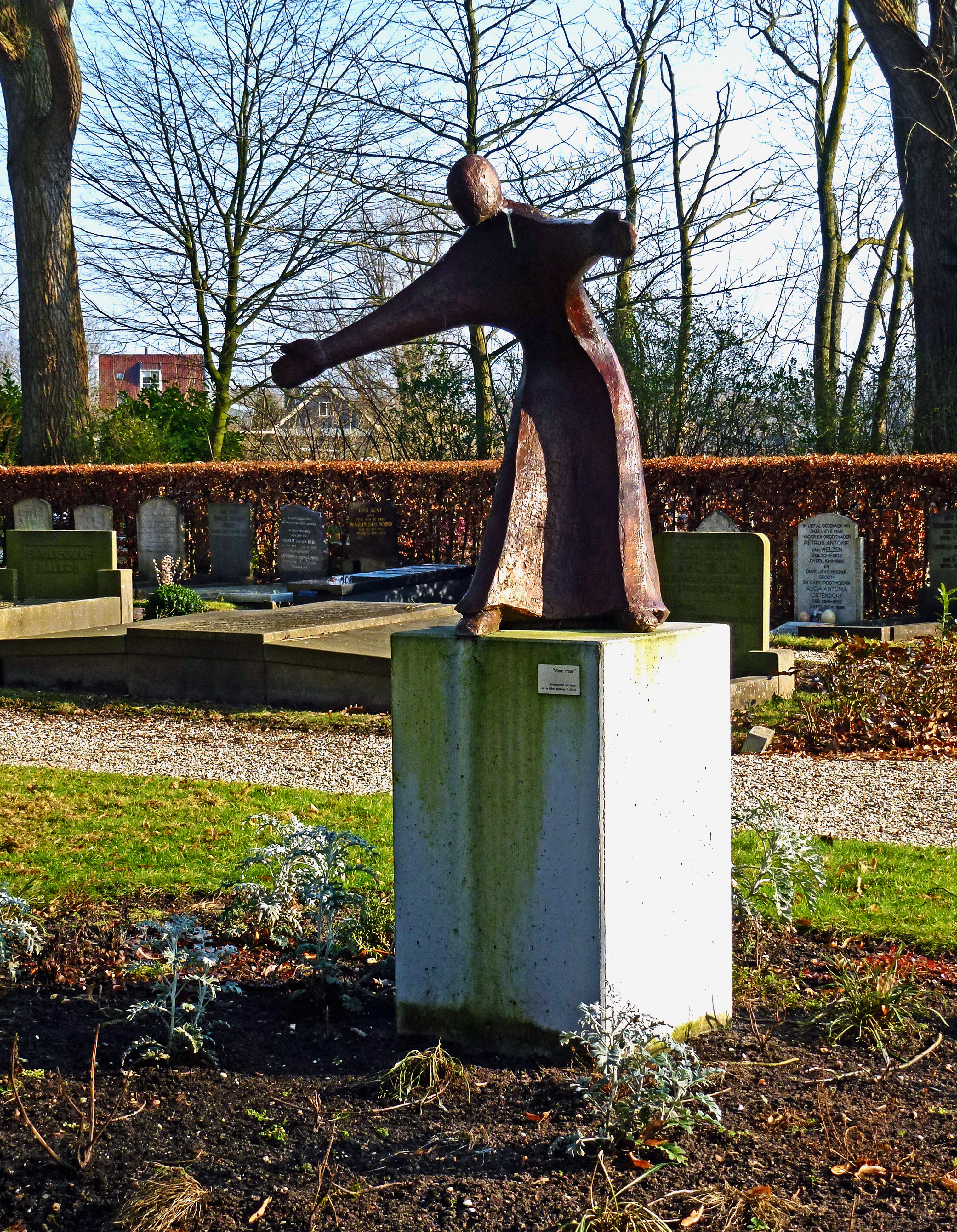
Kom maar van Jannie Slingerland
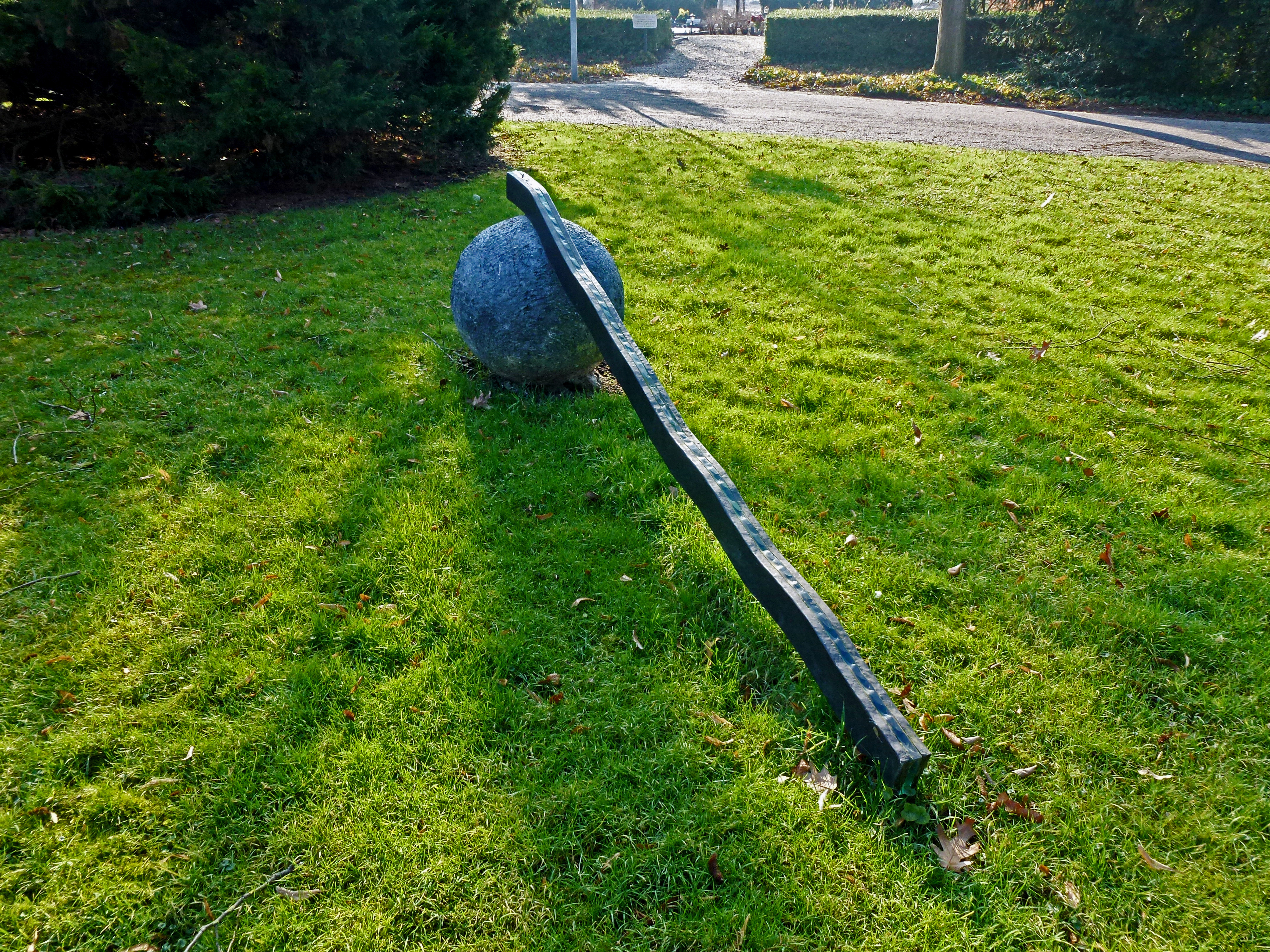
Mortis vitam redit van R.J. Rooboodt

## Overige voorzieningen
Crematorium en (natuur) begraafplaats IJsselhof heeft een binnencolumbarium, urnenmuur en urnentuin (voor kinderen). Een van de dienstwoningen, wordt gebruikt als bespreekruimte.